# Iridescencija
Iridescencija (lat. iris, genitiv iridis < grč. ἶρıς: duga + fluorescencija), pojava duginih boja, najčešće pri interferenciji bijele svjetlosti na tankim slojevima prozirnih tijela (na primjer kod ulja na vodi, tankih listića prozirnih minerala). U mineralogiji se iridescencija naziva irizacija.

## Boje tankih listića
Boje tankih listića odnosno interferencijske boje su pojava interferencije koja se opaža kad snop svjetlosti padne na tanki sloj optičkoga sredstva pri čemu se dio svjetlosti reflektira (odbija) na gornjoj plohi, a ostatak se svjetlosti reflektira na donjoj plohi te se određene frekvencije ponište, a druge pojačaju.
Mjehur sapunice mijenja kod napuhavanja sve moguće boje, a isto takvu pojavu pokazuje i vrlo tanki sloj ulja na površini vode. To objašnjavamo na ovaj način. Zraka svjetlosti koja dolazi u sloj debljine d reflektira se na donjoj površini, a druga zraka reflektira se na gornjoj površini. Ako obje zrake shvatimo kao linijske valove, onda između prve i druge zrake postoji razlika prijeđenog puta, odnosno pomak faze. 
Osim toga dolazi još k tome činjenica da se na optički gušćem sredstvu val pomakne u fazi za polovinu valne duljine λ/2, to jest brijeg se pretvori u dol, a dol u brijeg. Prema tome je ukupni pomak faze d + λ/2. Ako je taj pomak jednak neparnom višekratniku od λ/2, tada se prav i druga poništavaju, a listić na tom mjestu izgleda taman. Ako je pomak jednak parnom višekratniku od λ/2 na tom mjestu listić je svijetao u boji kojom je osvijetljen.